# Candido Cannavò
Candido Cannavò /ˈkandido kannaˈvɔ/ (Catania, 29 de noviembre de 1930 - Milán, 21 de febrero de 2009) fue un periodista y escritor italiano que fue director de La Gazzetta dello Sport. Era padre del también periodista, Alessandro Cannavò, editor jefe del Corriere della Sera.

## Biografía
Nacido en Catania en el seno de una familia acomodada, quedó huérfano de padre muy joven. Sola, su madre se tuvo que hacer cargo de él y sus cinco hermanos. Empezó como periodista deportivo en La Sicilia a los diecinueve años. De 1952 a 1955 presidió el Centro Universitario sportivo di Catania, conocido como CUS Catania. En 1955 fue contratado como corresponsal de La Gazzetta dello Sport. Más tarde comenzó a trabajar como enviado especial y cubrió, entre otros eventos, distintas copas mundiales de fútbol, nueve Juegos Olímpicos y varios Giros de Italia. En 1981 se convirtió en director adjunto del diario, después codirector y, en 1983, sustituyó como director a Gino Palumbo. Permaneció en el cargo 19 años, hasta 2002, cuando fue sustituido por Pietro Calabrese. Durante su etapa como director, La Gazzetta dello Sport se afianzó como un importante diario italiano y comenzó a publicar el semanario SportWeek. Durante los últimos años de su vida, se dedicó a escribir columnas de opinión (siempre las escribió en La Gazzetta). Sus intereses y su obra iban más allá del deporte, ya que siempre se había ocupado de los problemas de la sociedad, especialmente los de su tierra. Cuando dejó la dirección del periódico, publicó dos novelas que tratan sobre las cárceles italianas y sobre los discapacitados. Murió en febrero de 2009 en Milán, tres días después de sufrir una hemorragia cerebral.

## Premios y distinciones
En 1996 fue galardonado con la Orden Olímpica, y dos años después recibió el Premio Ischia de Periodismo. El presidente de Italia le concedió en 2002 la distinción de Grand'Ufficiale de la Orden al Mérito de la República Italiana. En 2008 se le otorgó en España el Premio Internacional de Periodismo Manuel Vázquez Montalbán, en la categoría de periodismo deportivo.

## Obras
- Una vita in rosa, (Rizzoli, 2002)
- Libertà dietro le sbarre, (Rizzoli, 2004)
- E li chiamano disabili, (Rizzoli, 2005)
- Pretacci. Storie di uomini che portano il Vangelo sul marciapiede, (Rizzoli, 2008)